# Bakolalao Ramanandraibe Ranaivoharivony
Bakolalao Ramanandraibe Ranaivoharivony foi Ministra da Justiça de Madagáscar de outubro de 2007 a 2009.
Em 2006, ela foi diretora-geral da École Nationale de la Magistrature et des Greffes.
Ela é presidente honorária do Cour de Cassation e do Supremo Tribunal Federal.